# 潔妲·費舍
賈達·梅·菲瑟（英語：Jada Mae Facer，2001年3月18日—）是美國女演員和歌手。從2014年到2015年，她在情景喜劇《憨管家俏主人》中扮演Joe的女兒丹妮的經常性角色。

## 生活與事業
Facer出生於猶他州的聖喬治，在未能出演安妮的本地作品並隨後嘗試在紐約市演出後，她首先對演戲產生興趣。一家人後來搬到洛杉磯，與一家代理商簽約。
她的第一個主要角色是在電視電影“愛情的聖誕節之旅” （2011年）中 ，其中扮演安娜貝爾（Annabelle）的角色。由於這個角色，她獲得了電視電影，迷你劇或特別片中的最佳年輕女演員獎年輕藝術家獎。
她還因在2012年的短片“尼娜•德爾探戈”中的表演而入圍短片十歲以下最佳年輕女演員提名。
從2014年到2016年，Facer在ABC Family情景喜劇憨管家俏主人中扮演Joe的女兒Dani。
她還出現在許多其他電視節目中，包括ABC的情婦， CBS的壞老師和Nickelodeon的Henry Danger 。
Facer還是歌手兼作詞人，她在2015年說她受到泰勒·斯威夫特（Taylor Swift）的啟發。

## 影视作品

### 電影
| 年     | 標題                            | 角色                               | 備註     |
| ------ | ------------------------------- | ---------------------------------- | -------- |
| 2011年 | 愛情的聖誕節之旅                | 安娜貝爾·戴維斯（Annabelle Davis） | 電視電影 |
| 2013年 | 美麗與最少：本·班克斯的不幸     | 摩門教徒女孩                       | ---      |
| 2012年 | 一件壞事                        | 凱蒂                               | 短       |
| 2012年 | 尼娜·德尔·探戈（Niñadel Tango） | 露西·伯德                          | 短       |

### 電視
| 年        | 标题                      | 角色                             |
| --------- | ------------------------- | -------------------------------- |
| 2014年    | 情婦                      | 佩頓                             |
| 2014–2015 | 憨管家俏主人              | 丹妮                             |
| 2015年    | 亨利·丹格（Henry Danger） | 考特尼·深（Courtney Sham）       |
| 2016年    | 雷人                      | 坎迪·法爾康曼（Candi Falconman） |
| 2017年    | 米克                      | 奧利維亞                         |

她的哥哥是Nickelodeon的I Am Frankie的Kyson Facer。